# 圣马尔 (默尔特-摩泽尔省)
圣马尔（法語：Saint-Mard，法語發音：[sɛ̃ maʁ] ⓘ）是法国默尔特-摩泽尔省的一个市镇，位于该省南部，属于吕内维尔区。

## 地理
圣马尔（48°30'20"N, 6°18'20"E）面积2.95 平方千米，位于法国大東部大區默尔特-摩泽尔省，该省份为法国东北部内陆省份，是洛林的一部分，北邻比利时、卢森堡，北起顺时针与摩泽尔省、下莱茵省、孚日省和默兹省接壤。
与圣马尔接壤的市镇（或旧市镇、城区）包括：克雷韦尚、栋塔伊昂莱尔、欧松维尔、洛雷、摩泽尔河畔讷维莱、圣勒米蒙。

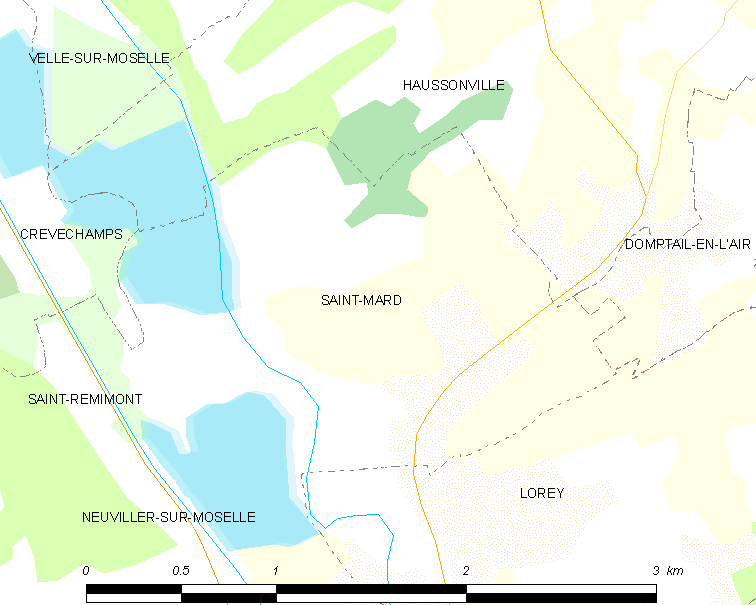
的OSM定位图

圣马尔的时区为UTC+01:00、UTC+02:00（夏令时）。

## 行政
圣马尔的邮政编码为54290，INSEE市镇编码为54479。

## 政治
圣马尔所属的省级选区为吕内维尔第二县。

## 人口

1962-2008年间人口变化图示

圣马尔于2022年1月1日时的人口数量为102人。